# Vingårdsform

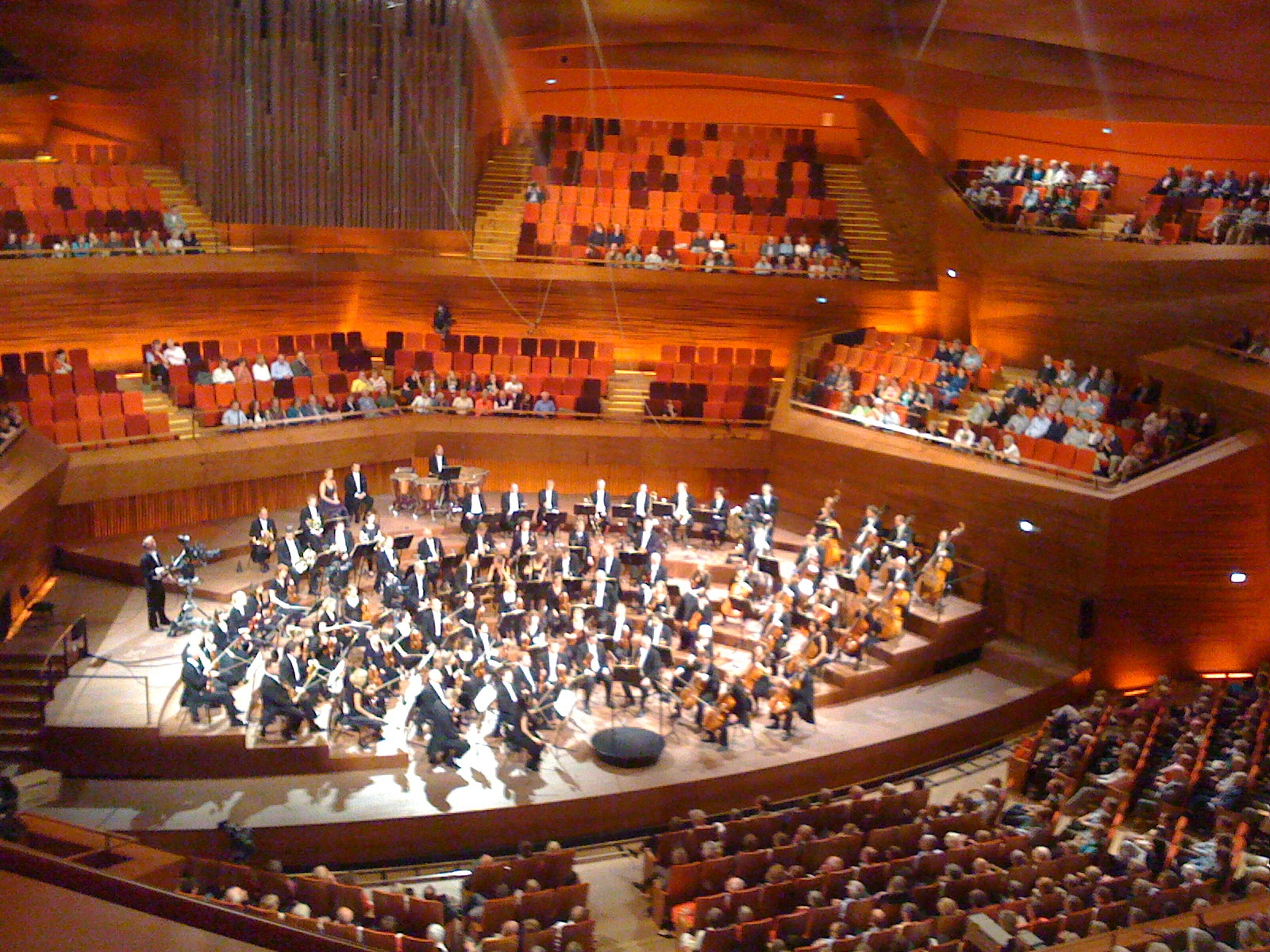
Den stora konsertlokalen i Danmarks Radios Konserthus i Köpenhamn

Vingårdsform är en konfiguration för en större konsertsal, som först utformades för Berliner Philharmonie, vilken ritades av Hans Scharoun och uppfördes 1960–1963. Med en vingårdsform är orkesterscenen mot mitten av konsertsalen, medan åhörarna finns i terrasser på de sluttande sidorna runt omkring. och senare utvecklat också i läktare, eller gradänger. En traditionell konfiguration för en konsertsal är en rektangulär lådform med orkesterscen i den ena kortändan, som till exempel i Musikverein i Wien. Andra varianter är solfjädersform, som till exempel i Barbican Centre i London och den klassiska arenaformen, som till exempel i Royal Albert Hall i London.
Arkitekten Hans Scharoun utgick från sin observation att "folk alltid samlades i cirklar när de lyssnade på musik i informella sammanhang" när han omkring 1960 ritade det vinnande förslaget till ett nytt konserthus för Berliner Philharmonie. Hans idéer togs upp för andra konsertsalar, bland andra Sala Nezahualcóyotl på Universidad Nacional Autónoma de México i  Mexico City, som blev klart 1976.. Denna stod i sin tur som modell för Suntory Hall i Tokyo, sin invigdes 1986.

## Exempel på konserthus med konsertsalar i vingårdskonfiguration
| Konserthus                                                                                |  | Invigningsår | Plats                    | Arkitekt                                                        | Akustikansvarig                             | Sittplatser | Konsertsal |
| ----------------------------------------------------------------------------------------- |  | ------------ | ------------------------ | --------------------------------------------------------------- | ------------------------------------------- | ----------- | ---------- |
| Berliner Philharmonie                                                                     |  | 1963         | Berlin, Tyskland         | Hans Scharoun                                                   | Lothar Cremer                               | 2.440       |            |
| Sala Nezahualcóyotl Centro Cultural Universitario Universidad Nacional Autónoma de México |  | 1976         | Ciudad de México, Mexiko | Arcadio Artís                                                   |                                             | 2.229       |            |
| Gewandhaus                                                                                |  | 1981         | Leipzig, Tyskland        | Rudolf Skoda                                                    | Wolfgang Fasold                             | 1.900       |            |
| Suntory Hall                                                                              |  | 1986         | Tokyo, Japan             | Yasui Architects                                                | Nagata Acoustics                            | 2.006       |            |
| Sapporos konserthus                                                                       |  | 1997         | Sapporo, Japan           | Hokkaido Engineering Consultant Company                         | Nagata Acoustics                            | 2.008       |            |
| Walt Disney Concert Hall                                                                  |  | 2003         | Los Angeles, USA         | Frank Gehry                                                     | Nagata Acoustics                            | 2.265       |            |
| Muza Kawasaki Symphony Hall                                                               |  | 2004         | Kawasaki, Japan          | MHS Planners, Architects & Engineers                            | Nagata Acoustics                            | 1.997       |            |
| Danmarks Radios Konserthus                                                                |  | 2006         | Köpenhamn, Danmark       | Jean Nouvel                                                     | Nagata Acoustics                            | 1.800       |            |
| Shenzhens konserthus                                                                      |  | 2007         | Shenzhen, Kina           | Arata Isozaki                                                   | Nagata Acoustics                            | 1.680       |            |
| Musikhuset i Helsingfors                                                                  |  | 2011         | Helsingfors, Finland     | Marko Kivistö, Ola Laiho och Mikko Pulkkinen på LHR-Arkkitehdit | Nagata Acoustics                            | 1.704       |            |
| Philharmonie de Paris                                                                     |  | 2015         | Paris, Frankrike         | Jean Nouvel                                                     | Marshall Day Acoustics and Nagata Acoustics | 2.400       |            |
| Elbphilharmonie                                                                           |  | 2017         | Hamburg, Tyskland        | Herzog & de Meuron                                              | Nagata Acoustics                            | 2.150       |            |